# Lijst van Joodse begraafplaatsen in Limburg (Nederland)
Dit is een lijst van Joodse begraafplaatsen in de Nederlandse provincie Limburg. Voorwaarde voor opname op de lijst is dat er op de begraafplaats in kwestie nog ten minste één grafsteen aanwezig is.
| Plaats              | Straat                                          | Aantal grafstenen | Toegankelijkheid                      | Afbeelding |
| ------------------- | ----------------------------------------------- | ----------------- | ------------------------------------- | ---------- |
| Beek                | Putbroekerweg                                   | 19                | Afgesloten                            |            |
| Eijsden             | Cramignonstraat                                 | 291               | Sleutel halen                         |            |
| Gennep              | Davidlaan                                       | 27                | Afgesloten                            |            |
| Grevenbicht         | Essenstraat                                     | 12                | Vrij toegankelijk                     |            |
| Gulpen              | Rijksweg                                        | 21                | Vrij toegankelijk                     |            |
| Heerlen             | Algemene Begraafplaats, Akerstraat              | 67                | Tijdens openingsuren                  |            |
| Heerlen             | Stationsstraat                                  | 1                 | Niet toegankelijk (particulier bezit) |            |
| Maastricht          | Algemene Begraafplaats Tongerseweg, Tongerseweg | 332               | Tijdens openingsuren                  |            |
| Meerssen (Rothem)   | Tussen de Bruggen                               | 67                | Afgesloten                            |            |
| Roermond            | Herkenboscherweg                                | 6                 | Tijdens openingsuren                  |            |
| Roermond            | Weg langs het Kerkhof                           | 97                | Tijdens openingsuren                  |            |
| Schimmert (Haasdal) | Kleverstraat/ Kleverbergweg                     | 4                 | Vrij toegankelijk                     |            |
| Sittard             | Algemene Begraafplaats, Lahrstraat              | 86                | Tijdens openingsuren                  |            |
| Urmond              | Kloosterpad                                     | 1                 | Vrij toegankelijk                     |            |
| Vaals               | Linderweg                                       | 16                | Vrij toegankelijk                     |            |
| Valkenburg          | Algemene Begraafplaats, Cauberg                 | 26                | Tijdens openingsuren                  |            |
| Valkenburg          | Van Meijlandstraat                              | 2                 | Afgesloten                            |            |
| Venlo               | Broekhofstraat                                  | 8                 | Sleutel halen                         |            |
| Venlo               | Ganzenstraat                                    | 77                | Sleutel halen                         |            |